# Veronica Minati
Veronica Minati (Omegna, 9 maggio 1983) è una pallavolista italiana, nel ruolo di opposto.

## Carriera
La carriera di Veronica Minati inizia nel 2000 nella squadra della federazione italiana del Club Italia: il suo esordio da professionista avviene nella stagione 2001-02 con lo Spezzano, in Serie A2, con cui conquista la promozione nella massima serie del campionato italiano dove milita con lo stesso club nella stagione 2002-03.
Nell'annata 2003-04 veste la maglia dell'Imola, in serie cadetta, stessa divisione dove gioca per il campionato successivo ma con la Spes Matera. Dopo una parentesi con il Volley Sant'Orsola di Alba, in Serie B1, nella stagione 2006-07 si lega al Verona, sempre in Serie B1, dove rimane per quattro stagioni, disputando l'ultima in Serie A2 dopo la promozione della squadra.
Nella stagione 2010-11 torna in Serie B1 con l'Ornavasso: alla piemontesi resta legata per tre annate, disputando anche un campionato cadetto nella stagione 2012-13. Si trasferisce in Francia per disputare la stagione 2013-14 con il Nantes, in Ligue A, ma già nell'annata successiva torna in patria ingaggiata dal Soverato, in Serie A2. Nella stessa categoria milita anche nella stagione 2015-16, ingaggiata dalla Lilliput di Settimo Torinese.
Nell'annata 2016-17 torna in Serie B1 accettando la proposta del Wealth Planet Perugia, fermandosi nella città umbra anche nel campionato seguente, ma con la maglia della School Volley Perugia; resta nella terza serie nazionale anche nella stagione 2018-19 trasferendosi all'Offanengo per un solo campionato.